# Kaoru Takayama
Kaoru Takayama (高山 薫 Takayama Kaoru?), född 8 juli 1988 i Kanagawa prefektur, är en japansk fotbollsspelare.
Takayama började sin karriär 2011 i Shonan Bellmare. Han spelade 105 ligamatcher för klubben. 2014 flyttade han till Kashiwa Reysol. Han gick tillbaka till Shonan Bellmare 2015. Med Shonan Bellmare vann han japanska ligacupen 2018. 2019 flyttade han till Oita Trinita.